# Discografia de Aaliyah
A cantora norte-americana Aaliyah lançou três álbuns de estúdio, duas coletâneas e 26 singles. Ela nasceu no Brooklyn, Nova York, e foi criada em Detroit, Michigan. Aos 10 anos, ela apareceu no programa Star Search e, posteriormente, se apresentou em um concerto ao lado de Gladys Knight. Aos 12 anos, Aaliyah assinou com a gravadora Jive Records e Blackground Records, de seu tio Barry Henkerson. Ele a introduziu para R. Kelly, que viria a se tornar seu mentor assim como o principal compositor e produtor de seu álbum de estreia. Age Ain't Nothing But a Number vendeu três milhões de cópias nos Estados Unidos e recebeu o certificado de platina dupla pela Recording Industry Association of America (RIAA). Eventualmente, Aaliyah encerrou seu contrato com a Jive e assinou com a Atlantic Records.
Aaliyah trabalhou com os, até então novatos, produtores Timbaland e Missy Elliott em seu segundo álbum, One in a Million, que vendeu três milhões de cópias nos Estados Unidos e mais de oito milhões de cópias mundialmente. Em 1998, lançou a canção "Are You That Somebody?" como single da trilha sonora de Dr. Dolittle, que lhe proporcionou sua primeira indicação ao Grammy. Em 2000, Aaliyah estrelou seu primeiro filme, Romeo Must Die. Ela também foi produtora executiva da trilha sonora do filme, que gerou seu single "Try Again". A canção atingiu o topo da Billboard Hot 100 dependendo apenas de seu airplay nas rádios, fazendo de Aaliyah a primeira artista na história a conquistar o feito. "Try Again" rendeu à Aaliyah sua segunda indicação ao Grammy, na categoria de Melhor Performance Vocal Feminina de R&B.
Após completar Romeo Must Die, filmou seu papel em Queen of the Damned. Ela lançou seu terceiro e último álbum, Aaliyah, em julho de 2001, que viria se tornar um dos álbuns femininos mais vendidos do século XXI. Em 25 de agosto de 2001, Aaliyah e outras oito pessoas morreram em um acidente de avião nas Bahamas após o encerramento das gravações do clipe de "Rock the Boat". O piloto, Luis Morales III, não era licenciado na época do acidente e continha traços de cocaína e álcool em seu sistema. A família de Aaliyah posteriormente entrou com um processo de homicídio culposo contra a Blackhawk International Airways, que foi resolvido fora do tribunal. Desde então, Aaliyah também atingiu sucesso comercial com alguns lançamentos póstumos. Em dezembro de 2008, ela havia vendido 8.1 milhões de álbuns nos Estados Unidos e uma estimativa de 24 a 32 milhões de álbuns mundialmente.

## Álbuns

### Álbuns de estúdio
| Título                                                                                    | Detalhes do álbum | Melhores posições nas tabelas | Melhores posições nas tabelas | Melhores posições nas tabelas | Melhores posições nas tabelas | Melhores posições nas tabelas | Melhores posições nas tabelas | Melhores posições nas tabelas | Melhores posições nas tabelas | Melhores posições nas tabelas | Melhores posições nas tabelas | Vendas                                                | Certificações                                                                                           |
| Título                                                                                    | Detalhes do álbum | EUA                           | EUA R&B                       | AUS                           | CAN                           | ALE                           | HOL                           | NZ                            | SUE                           | SUI                           | UK                            | Vendas                                                | Certificações                                                                                           |
| ----------------------------------------------------------------------------------------- | --- | ----------------------------- | ----------------------------- | ----------------------------- | ----------------------------- | ----------------------------- | ----------------------------- | ----------------------------- | ----------------------------- | ----------------------------- | ----------------------------- | ----------------------------------------------------- | --- |
| Age Ain't Nothing But a Number                                                            | - Lançamento: 24 de maio de 1994 (US) - Gravadora: Blackground, Jive - Formatos: CD, LP, cassete, download digital, streaming       | 18                            | 3                             | —                             | 20                            | —                             | 44                            | —                             | —                             | —                             | 23                            | - Mundo: 6.000.000 - EUA: 3.000.000                   | - RIAA: 2× Platina - BPI: Ouro - MC: Ouro                                                               |
| One in a Million                                                                          | - Lançamento: 27 de agosto de 1996 (US) - Gravadora: Blackground, Atlantic - Formatos: CD, LP, cassete, download digital, streaming | 10                            | 2                             | 93                            | 33                            | —                             | 62                            | —                             | 41                            | —                             | 33                            | - Mundo: 8.000.000 - EUA: 3.000.000[P]                | - RIAA: 2× Platina - BPI: Ouro - MC: Ouro                                                               |
| Aaliyah                                                                                   | - Lançamento: 17 de julho de 2001 (US) - Gravadora: Blackground, Virgin - Formatos: CD, LP, cassete, download digital, streaming    | 1                             | 2                             | 41                            | 6                             | 9                             | 9                             | 25                            | 23                            | 6                             | 5                             | - Mundo: 13.000.000 - EUA: 2.600.000[Q] - UK: 303.000 | - RIAA: 2× Platina - ARIA: Ouro - BPI: Platina - BVMI: Ouro - MC: Platina - IFPI SWI: Ouro - SNEP: Ouro |
| "—" denota uma gravação que não entrou nas paradas ou não foi lançada naquele território. | |                               |                               |                               |                               |                               |                               |                               |                               |                               |                               |                                                       | |

### Coletâneas
| Título                                                                                    | Detalhes do álbum | Melhores posições nas tabelas | Melhores posições nas tabelas | Melhores posições nas tabelas | Melhores posições nas tabelas | Melhores posições nas tabelas | Melhores posições nas tabelas | Melhores posições nas tabelas | Melhores posições nas tabelas | Melhores posições nas tabelas | Melhores posições nas tabelas | Certificações                                             |
| Título                                                                                    | Detalhes do álbum | EUA                           | EUA R&B                       | AUS                           | FRA                           | ALE                           | HOL                           | NZ                            | SUE                           | SUI                           | UK                            | Certificações                                             |
| ----------------------------------------------------------------------------------------- | --- | ----------------------------- | ----------------------------- | ----------------------------- | ----------------------------- | ----------------------------- | ----------------------------- | ----------------------------- | ----------------------------- | ----------------------------- | ----------------------------- | --------------------------------------------------------- |
| I Care 4 U                                                                                | - Lançamento: 10 de dezembro de 2002 (US) - Gravadora: Blackground, Universal - Formatos: CD, LP, cassete, download digital, streaming | 3                             | 1                             | 43                            | 4                             | 2                             | 10                            | 10                            | 37                            | 3                             | 4                             | - RIAA: Platina - BPI: Ouro - IFPI SWI: Ouro - SNEP: Ouro |
| Ultimate Aaliyah                                                                          | - Lançamento: 4 de abril de 2005 - Gravadora: Blackground - Formatos: CD, LP, download digital, streaming                              | 41                            | 21                            | 82                            | —                             | —                             | —                             | —                             | —                             | —                             | 32                            | - BPI: Prata                                              |
| "—" denota uma gravação que não entrou nas paradas ou não foi lançada naquele território. | |                               |                               |                               |                               |                               |                               |                               |                               |                               |                               |                                                           |

## Singles

### Como artista principal
| Título                                                                                    | Ano  | Melhores posições nas tabelas | Melhores posições nas tabelas | Melhores posições nas tabelas | Melhores posições nas tabelas | Melhores posições nas tabelas | Melhores posições nas tabelas | Melhores posições nas tabelas | Melhores posições nas tabelas | Melhores posições nas tabelas | Melhores posições nas tabelas | Certificações                                                         | Álbum                          |
| Título                                                                                    | Ano  | EUA                           | EUA R&B                       | AUS                           | BEL (FL)                      | ALE                           | HOL                           | NZ                            | ESC                           | SUI                           | UK                            | Certificações                                                         | Álbum                          |
| ----------------------------------------------------------------------------------------- | ---- | ----------------------------- | ----------------------------- | ----------------------------- | ----------------------------- | ----------------------------- | ----------------------------- | ----------------------------- | ----------------------------- | ----------------------------- | ----------------------------- | --------------------------------------------------------------------- | ------------------------------ |
| "Back & Forth"                                                                            | 1994 | 5                             | 1                             | 100                           | —                             | —                             | 38                            | 48                            | 73                            | —                             | 16                            | - RIAA: Ouro - BPI: Prata                                             | Age Ain't Nothing But a Number |
| "At Your Best (You Are Love)"                                                             | 1994 | 6                             | 2                             | —                             | —                             | —                             | 40                            | 39                            | 90                            | —                             | 27                            | - RIAA: Ouro                                                          | Age Ain't Nothing But a Number |
| "Age Ain't Nothing But a Number"                                                          | 1994 | 75                            | 35                            | —                             | —                             | —                             | —                             | —                             | 78                            | —                             | 32                            |                                                                       | Age Ain't Nothing But a Number |
| "Down with the Clique"                                                                    | 1995 | —                             | —                             | —                             | —                             | —                             | —                             | —                             | —                             | —                             | 33                            |                                                                       | Age Ain't Nothing But a Number |
| "The Thing I Like"                                                                        | 1995 | —                             | —                             | —                             | —                             | —                             | —                             | —                             | 86                            | —                             | 33                            |                                                                       | A Low Down Dirty Shame         |
| "Are You Ready"                                                                           | 1996 | —                             | —[A]                          | —                             | —                             | —                             | —                             | —                             | —                             | —                             | —                             |                                                                       | Sunset Park                    |
| "If Your Girl Only Knew"                                                                  | 1996 | 11                            | 1                             | —                             | —                             | —                             | —                             | 20                            | 85                            | —                             | 15                            |                                                                       | One in a Million               |
| "Got to Give It Up" (part. de Slick Rick)                                                 | 1996 | —                             | —                             | —                             | —                             | —                             | —                             | 34                            | 98                            | —                             | 37                            |                                                                       | One in a Million               |
| "One in a Million"                                                                        | 1996 | —[B]                          | —[B]                          | 69                            | —                             | —                             | —                             | 11                            | 85                            | —                             | 15                            | - RIAA: Ouro - RMNZ: Ouro                                             | One in a Million               |
| "4 Page Letter"                                                                           | 1997 | —[C]                          | —[C]                          | —                             | —                             | —                             | —                             | 49                            | 94                            | —                             | 24                            |                                                                       | One in a Million               |
| "Hot Like Fire"[D]                                                                        | 1997 | —                             | —[E]                          | —                             | —                             | —                             | —                             | —                             | 88                            | —                             | 30                            |                                                                       | One in a Million               |
| "The One I Gave My Heart To"[D]                                                           | 1997 | 9                             | 8                             | —                             | —                             | —                             | 74                            | 28                            | 88                            | —                             | 30                            | - RIAA: Ouro                                                          | One in a Million               |
| "Journey to the Past"                                                                     | 1997 | —                             | —                             | —                             | —                             | —                             | —                             | —                             | 35                            | —                             | 22                            |                                                                       | Anastasia                      |
| "Are You That Somebody?"                                                                  | 1998 | 21                            | —[F]                          | —                             | 42                            | 31                            | 3                             | 1                             | 56                            | 41                            | 11                            | - NVPI: Ouro - RMNZ: Platina - NVPI: Ouro - RIAA: Ouro                | Dr. Dolittle                   |
| "I Don't Wanna"                                                                           | 2000 | 35                            | 5                             | —                             | —                             | —                             | —                             | —                             | —                             | —                             | —                             |                                                                       | Romeo Must Die                 |
| "Try Again"                                                                               | 2000 | 1                             | 4                             | 8                             | 6                             | 5                             | 3                             | 13                            | 26                            | 8                             | 5                             | - ARIA: Platina - BEA: Ouro - BPI: Prata - BVMI: Ouro - RMNZ: Platina | Romeo Must Die                 |
| "Come Back in One Piece" (part. de DMX)                                                   | 2000 | —[G]                          | 36                            | —                             | —                             | —                             | 59                            | —                             | —                             | —                             | —                             |                                                                       | Romeo Must Die                 |
| "We Need a Resolution" (part. de Timbaland)                                               | 2001 | 59                            | 15                            | 44                            | 47                            | 66                            | 37                            | —                             | 44                            | 56                            | 20                            |                                                                       | Aaliyah                        |
| "More Than a Woman"                                                                       | 2001 | 25                            | 7                             | 37                            | —[H]                          | 34                            | 38                            | —                             | 10                            | 16                            | 1                             | - BPI: Prata                                                          | Aaliyah                        |
| "Rock the Boat"                                                                           | 2002 | 14                            | 2                             | 49                            | 43                            | 70                            | 12                            | —                             | 32                            | 59                            | 12                            | - RMNZ: Ouro                                                          | Aaliyah                        |
| "Miss You"                                                                                | 2002 | 3                             | 1                             | —                             | 43                            | 8                             | 14                            | —                             | —                             | 15                            | 76                            |                                                                       | I Care 4 U                     |
| "Don't Know What to Tell Ya"                                                              | 2003 | —                             | —                             | 34                            | —                             | 57                            | 57                            | —                             | 49                            | 30                            | 22                            |                                                                       | I Care 4 U                     |
| "I Care 4 U"                                                                              | 2003 | 16                            | 3                             | —                             | —                             | —                             | —                             | —                             | —                             | —                             | —                             |                                                                       | I Care 4 U                     |
| "Come Over"                                                                               | 2003 | 32                            | 9                             | —                             | —                             | —                             | —                             | —                             | —                             | —                             | —                             |                                                                       | I Care 4 U                     |
| "Are You Feelin' Me?"                                                                     | 2005 | —                             | —                             | —                             | —                             | —                             | —                             | —                             | —                             | —                             | —                             |                                                                       | Ultimate Aaliyah               |
| "Enough Said" (part. de Drake)                                                            | 2012 | —                             | 55                            | —                             | —                             | —                             | —                             | —                             | —                             | —                             | —                             |                                                                       | Single sem álbum               |
| "Poison" (part. de The Weeknd)                                                            | 2021 | —                             | —[I]                          | —                             | —                             | —                             | —                             | —[J]                          | —                             | —                             | —                             |                                                                       | TBA                            |
| "Gone" (com Tank)                                                                         | 2025 | —                             | —[R]                          | —                             | —                             | —                             | —                             | —                             | —                             | —                             | —                             |                                                                       | TBA                            |
| "—" denota uma gravação que não entrou nas paradas ou não foi lançada naquele território. |      |                               |                               |                               |                               |                               |                               |                               |                               |                               |                               |                                                                       |                                |

### Como artista participante
| "Freedom" (Vários intérpretes)                                                                    | 1995 | 45   | —  | —  | —   | —  | —  |                              | Panther                 |
| "I Need You Tonight" (Junior M.A.F.I.A. com part. de Aaliyah)                                     | 1995 | —[K] | 43 | 12 | —   | —  | 66 |                              | Conspiracy              |
| "Live and Die for Hip Hop" (Kris Kross com part. de Da Brat, Jermaine Dupri, Mr. Black e Aaliyah) | 1996 | 72   | 36 | 11 | —   | 30 | —  |                              | Young, Rich & Dangerous |
| "Up Jumps da Boogie" (Timbaland & Magoo com part. de Missy Elliott e Aaliyah)                     | 1997 | 12   | 4  | 1  | —   | —  | —  | - RIAA: Ouro                 | Welcome to Our World    |
| "Don't Think They Know" (Chris Brown com part. de Aaliyah)                                        | 2013 | 81   | 29 | —  | 162 | —  | 94 | - RIAA: Platina - RMNZ: Ouro | X                       |
| "—" denota uma gravação que não entrou nas paradas ou não foi lançada naquele território.         |      |      |    |    |     |    |    |                              |                         |

## Outras canções
| "Final Warning" (Ginuwine com part. de Aaliyah)                                           | 1999 | —    | —[L] | —  | 100% Ginuwine    |
| "You Won't See Me Tonight" (Nas com part. de Aaliyah)                                     | 1999 | —[M] | 44   | —  | I Am...          |
| "I Can Be"                                                                                | 2001 | —    | —[N] | —  | Aaliyah          |
| "I Refuse"                                                                                | 2001 | —    | —    | 25 | Aaliyah          |
| "Where Could He Be" (part. de Missy Elliott e Tweet)                                      | 2005 | —    | —[O] | —  | Canção sem álbum |
| "—" denota uma gravação que não entrou nas paradas ou não foi lançada naquele território. |      |      |      |    |                  |

## Participações especiais
| Title                                                                                   | Year | Album                            |
| --------------------------------------------------------------------------------------- | ---- | -------------------------------- |
| "Summer Bunnies" (Summer Bunnies Contest Extended Remix)(R. Kelly com part. de Aaliyah) | 1994 | —                                |
| "Your Body's Callin'" (His & Hers Extended Remix)(R. Kelly com part. de Aaliyah)        | 1994 | Remix City, Volume 1             |
| "One in a Million" (Remix)(part. de Ginuwine)                                           | 1997 | Sprung                           |
| "Best Friends"(Missy Elliott com part. de Aaliyah)                                      | 1997 | Supa Dupa Fly                    |
| "Night Riders" (Remix)(Boot Camp Clik com part. de Aaliyah)                             | 1997 | —                                |
| "Man Undercover"(Timbaland & Magoo com part. de Missy Elliott e Aaliyah)                | 1997 | Welcome to Our World             |
| "Up Jumps da Boogie" (Remix)(Timbaland & Magoo com part. de Missy Elliott e Aaliyah)    | 1997 | Welcome to Our World             |
| "One Man Woman"(Playa com part. de Aaliyah)                                             | 1998 | Cheers 2 U                       |
| "John Blaze"(Timbaland com part. de Missy Elliott e Aaliyah)                            | 1998 | Tim's Bio: Life from da Bassment |
| "Stickin' Chickens"(Missy Elliott com part. de Da Brat e Aaliyah)                       | 1999 | Da Real World                    |
| "Turn the Page"                                                                         | 1999 | Music of the Heart               |
| "Ain't Never"(Outsiderz 4 Life com part. de Aaliyah)                                    | 2000 | Outsiderz 4 Life                 |
| "Are You Feelin' Me?"                                                                   | 2000 | Romeo Must Die                   |
| "I Am Music"(Timbaland & Magoo com part. de Static Major e Aaliyah)                     | 2001 | Indecent Proposal                |
| "Don't Think They Know"(Digital Black com part. de Aaliyah)                             | 2005 | Memoirs of a R&B Thug            |
| "She Crazy"(Rick Ross com part. de Ne-Yo e Aaliyah)                                     | 2010 | Ashes to Ashes                   |
| "Shakin'" (Timbaland com part. de Aaliyah e Strado)                                     | 2015 | King Stays King                  |

## Videoclipes
| Título                                                                        | Ano  | Álbum                          | Diretor           |
| ----------------------------------------------------------------------------- | ---- | ------------------------------ | ----------------- |
| "Back & Forth"                                                                | 1994 | Age Ain't Nothing But a Number | Millicent Shelton |
| "At Your Best (You Are Love)"                                                 | 1994 | Age Ain't Nothing But a Number | Millicent Shelton |
| "Age Ain't Nothing But a Number"                                              | 1994 | Age Ain't Nothing But a Number | Millicent Shelton |
| "If Your Girl Only Knew"                                                      | 1996 | One in a Million               | Joseph Kahn       |
| "One in a Million"                                                            | 1996 | One in a Million               | Paul Hunter       |
| "Got to Give It Up" (part. de Slick Rick)                                     | 1996 | One in a Million               | Paul Hunter       |
| "One in a Million (Remix)" (part. de Ginuwine, Timbaland e Missy Elliott)     | 1997 | One in a Million               | Paul Hunter       |
| "4 Page Letter"                                                               | 1997 | One in a Million               | Daniel Pearl      |
| "Hot Like Fire" (Timbaland's Groove Mix) (part. de Timbaland e Missy Elliott) | 1997 | One in a Million               | Lance "Un" Rivera |
| "The One I Gave My Heart To"                                                  | 1997 | One in a Million               | Darren Grant      |
| "Journey to the Past"                                                         | 1998 | Anastasia                      | Mark Gerard       |
| "Are You That Somebody?"                                                      | 1998 | Dr. Dolittle                   | Mark Gerard       |
| "Try Again"                                                                   | 2000 | Romeo Must Die                 | Wayne Isham       |
| "Come Back in One Piece" (part. de DMX)                                       | 2000 | Romeo Must Die                 | Little X          |
| "We Need a Resolution" (part. de Timbaland)                                   | 2001 | Aaliyah                        | Paul Hunter       |
| "More Than a Woman"                                                           | 2001 | Aaliyah                        | Dave Meyers       |
| "Rock the Boat"                                                               | 2001 | Aaliyah                        | Hype Williams     |
| "I Care 4 U"                                                                  | 2002 | Aaliyah                        | Little X          |
| "Miss You"                                                                    | 2002 | I Care 4 U                     | Darren Grant      |
| "Don't Know What to Tell Ya"                                                  | 2003 | I Care 4 U                     | Marlon Bos        |

### Aparições especiais
- "Summer Bunnies" (R. Kelly com part. de Aaliyah)
- "Freedom" (Vários Artistas)
- "I Need You Tonight" (Junior M.A.F.I.A. com part. de Aaliyah)
- "One More Chance"/"Stay with Me" (The Notorious B.I.G.)
- "Crush on You" (Lil' Kim com part. de Lil' Cease)
- "Up Jumps da Boogie" (Timbaland & Magoo com part. de Missy Elliott e Aaliyah)
- "Luv 2 Luv Ya" (Timbaland & Magoo com part. de Shaunta Montegomery)
- "Make It Hot" (Nicole Wray com part. de Missy Elliott e Mocha)
- "Here We Come" (Timbaland com part. de Magoo e Missy Elliott)
- "Holiday" (Naughty by Nature)
- "We At It Again" (Timbaland & Magoo com part. de Static Major & Sebastian)
- "Don't Think They Know" (Chris Brown com part. de Aaliyah)